# Başköy, Kaman
Başköy là một thị trấn thuộc huyện Kaman, tỉnh Kırşehir, Thổ Nhĩ Kỳ. Dân số thời điểm năm 2010 là 391 người.